# 平和ラッパ・梅乃ハッパ
平和ラッパ・梅乃ハッパ（へいわ ラッパ・うめの ハッパ）は、吉本興業所属の音曲漫才コンビ。関西演芸協会会員。1987年10月コンビ結成。
コンビ結成以来毎年「笑いのおもちゃ箱」というイベントを開催していた。2023年にラッパが死去してコンビは解散状態となっている。

## メンバー
3代目平和ラッパ（へいわ ラッパ、1943年8月10日 - 2023年5月5日、本名:生井 博司）
大阪府大阪市出身。立ち位置は左。
ハッパとのコンビ結成まで
- 「アホ芸」で一世を風靡した2代目平和ラッパの漫才にラジオで接し、ファンレターを送って楽屋に呼ばれるようになる。弟子入りを志願し断られたが、その後も楽屋に通いつめ、高卒後の1962年に入門。
- 1963年に川乃わたる、海乃ひろし（後の平和とんじ）と共に山乃たかしの名で音楽ショウ『スリーナイス』を結成し新花月で初披露。
- 1967年にスリーナイス解散。まもなく平和勝治（しょうじ）の名で平和勝次とギター漫才を組んだ際に、勝治・勝次では紛らわしいので平和勝一と改名。
- 勝次とのコンビ解消後、平和二郎と「勝一・二郎」を組んだが、ここも長続きせず解散。
- 美容師出身の平和勝三と「勝一・勝三」を組み、更に勝八を加えた音楽ショウ「トリオOHK」を結成。
- 勝八が抜けたのを機会に、3代目平和ラッパと6代目平和日佐丸を同時に襲名し、平和ラッパ・日佐丸を復活させた。先代とは異なり「アホ」を売り物とせず、道頓堀浪花座をホームグラウンドに、従前のギター漫才を貫いた。しかし襲名後、6代目日佐丸とのコンビは短期間で解消した。

ハッパとのコンビ結成後
- 1987年に梅乃ハッパと現在のコンビを結成しフリーなどを経て、吉本興業に移籍。
- 大阪市内で「笑楽館」というスナックを経営していた。
- 立山センター・オーバーのセンターとは夫人同士が姉妹であるため義兄弟の間柄。
- 2023年5月5日、呼吸器不全のため、大阪市内の病院で死去した。79歳没。訃報は同年7月11日、吉本興業より公表された[1]。葬儀は近親者で行った[2]。

梅乃ハッパ（うめの ハッパ、1953年2月2日 - 、本名:永井 良治）
秋田県出身。立ち位置は右。
- 鷹巣町立鷹巣中学校卒業後、吉本新喜劇の研修生になったが、1974年に脱退してルーキー新一門下に移籍。
- ミッキー修を名乗り、「新ルーキー劇団」の旗揚げに参加。以降、ルーキーの付き人として行動を共にしていた。
- 1975年にルーキーが関東転出した際も、漫才コンビの相方を務めて浅草松竹演芸場に連続出演し、帰阪したルーキーの最期も看取った。
- 師匠の没後、松竹芸能の「トリプルパンチ」に加入。
- 亭号の「梅乃」は「ハッパ」に掛けたものだが、師匠であるルーキー新一の漫才師時代（梅乃松夫）の亭号でもある。
- 暁伸、タイヘイ洋児と並ぶギブソンの使い手。現在舞台で愛用中のギターの中には、タイヘイ洋児や松島一夫から譲り受けたビンテージのギターがある。
- 2024年12月21日に奈良県生駒市で行われた「大助花子のクリスマス2024」に出演し、故郷の秋田に戻るため、吉本興業を離れることを表明した[3]。

## 来歴
- 1987年 - コンビ結成。
- 1997年 - 芸術祭優秀賞。
- 1999年
  - 吉本興業所属となる。
  - 大阪文化祭賞。
- 2004年 -  大阪舞台芸術奨励賞。
- 2008年 - コンビ結成20周年。10月にワッハ上方で20周年の記念イベント「わらいのおもちゃ箱」を開催。
- 2023年 - 5月5日、平和ラッパが死去[1]。2月9日になんばグランド花月で行われた『ノスタルジック演芸　vol.4』が二人揃っての最後の出演となった[1]。

## 所属
- 平和ラッパ
  - 千土地興行（後の日本ドリーム観光）→松竹芸能→吉本興業→松竹芸能→フリー→吉本興業
- 梅乃ハッパ
  - 吉本興業→松竹芸能→フリー→吉本興業

## 出演番組
- 「ラッパ・ハッパの笑いのおもちゃ箱 」（ラジオ大阪、土曜11:30 - 11:45）

## 映画
- 「弟子物語」（YOSHIMOTO DIRECTOR'S 100 〜100人が映画撮りました〜）